# Bagas
Bagas är en kommun i departementet Gironde i regionen Nouvelle-Aquitaine i sydvästra Frankrike. Kommunen ligger i kantonen La Réole som tillhör arrondissementet Langon. År 2022 hade Bagas 287 invånare.

## Befolkningsutveckling
Antalet invånare i kommunen Bagas
Referens:INSEE

## Galleri

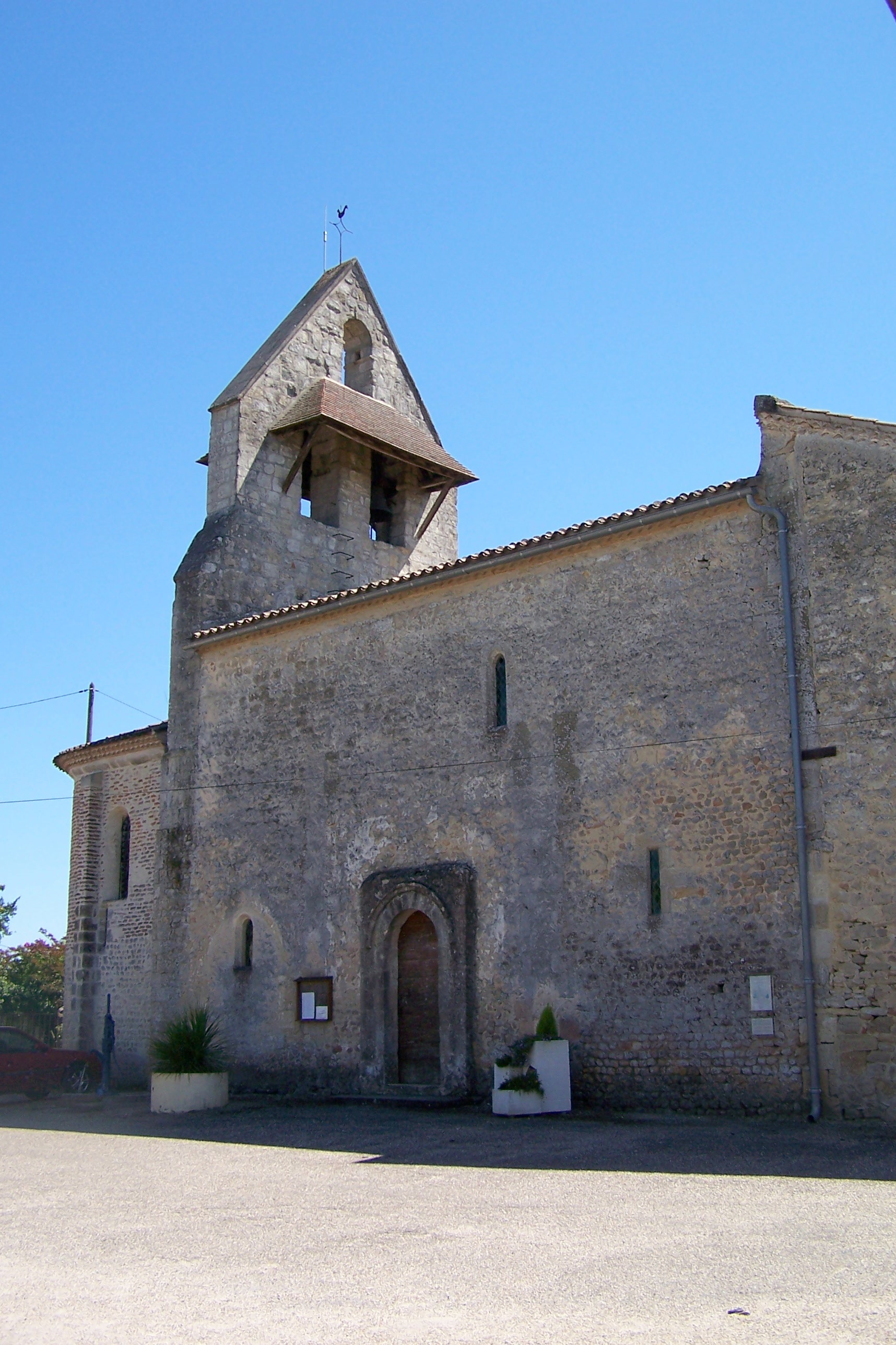
Kyrkan Notre-Dame
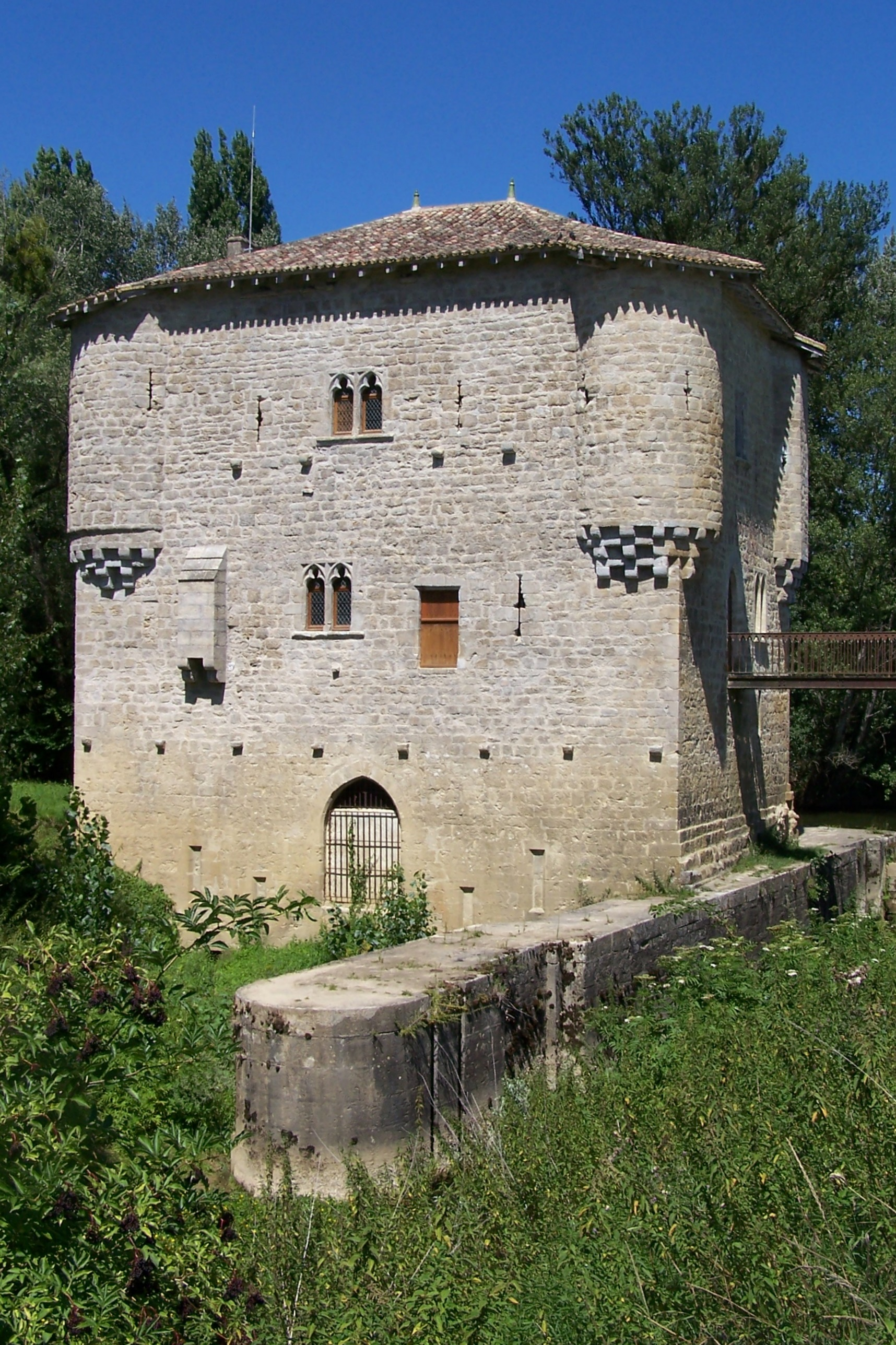
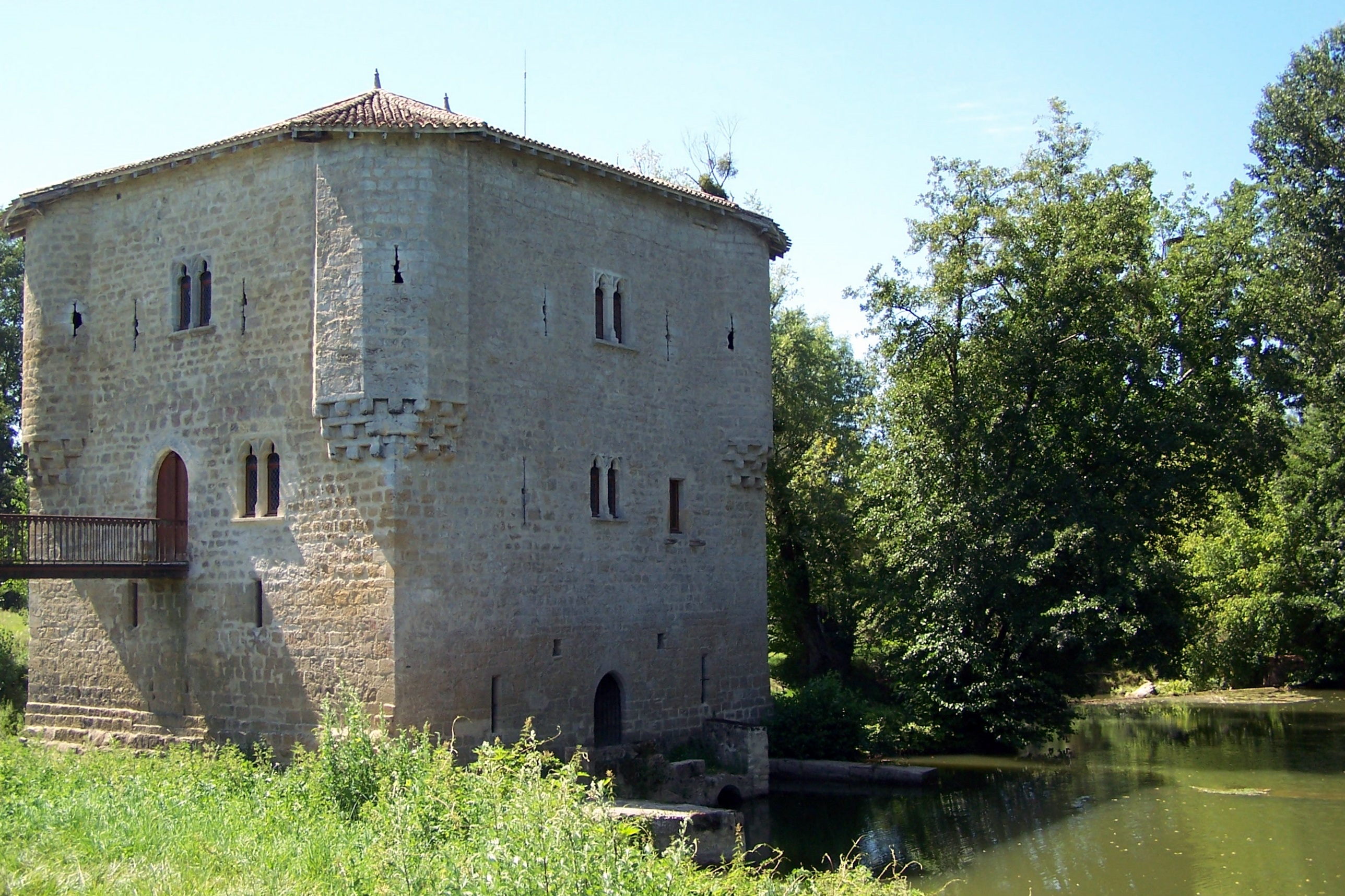
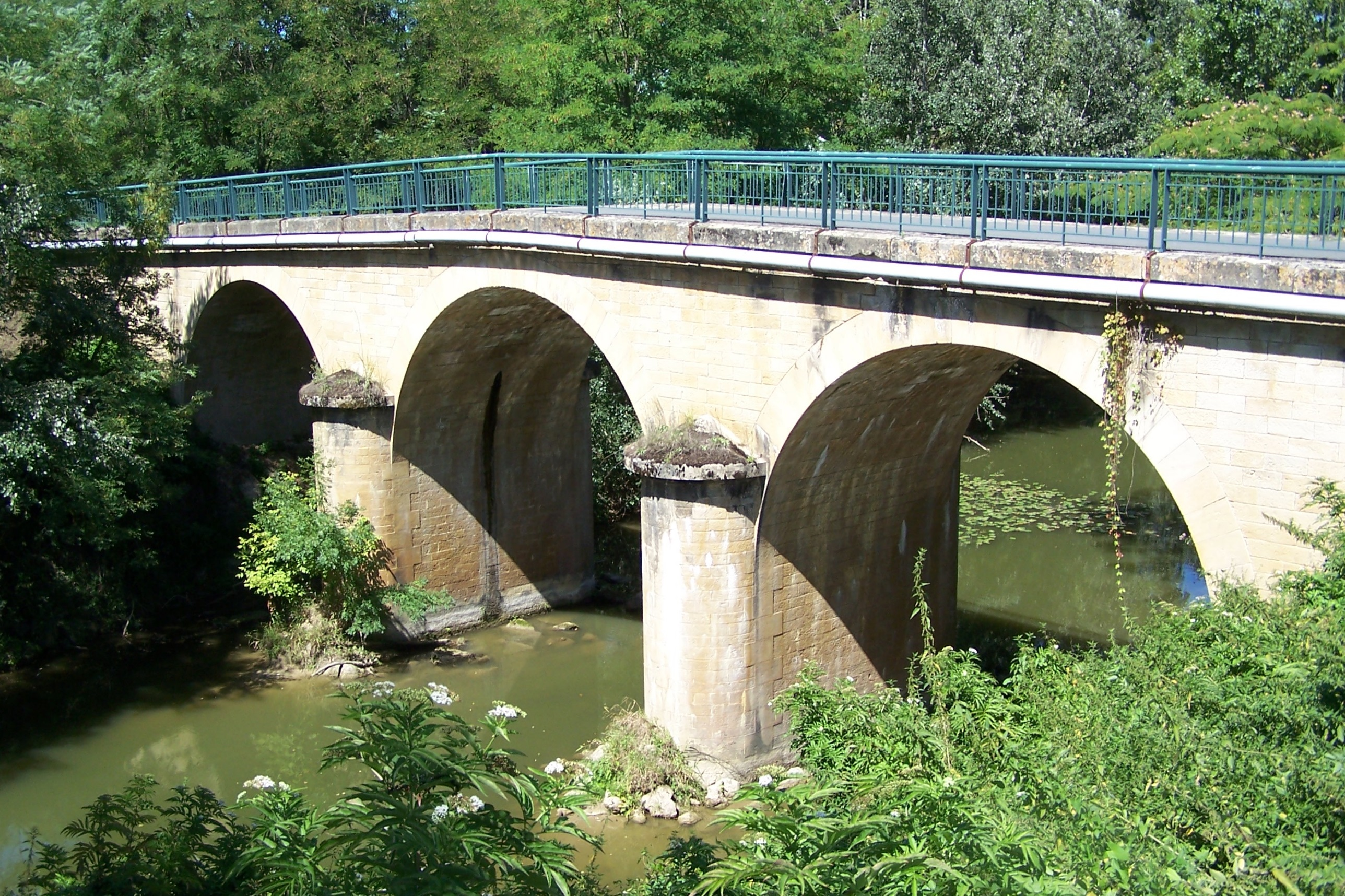
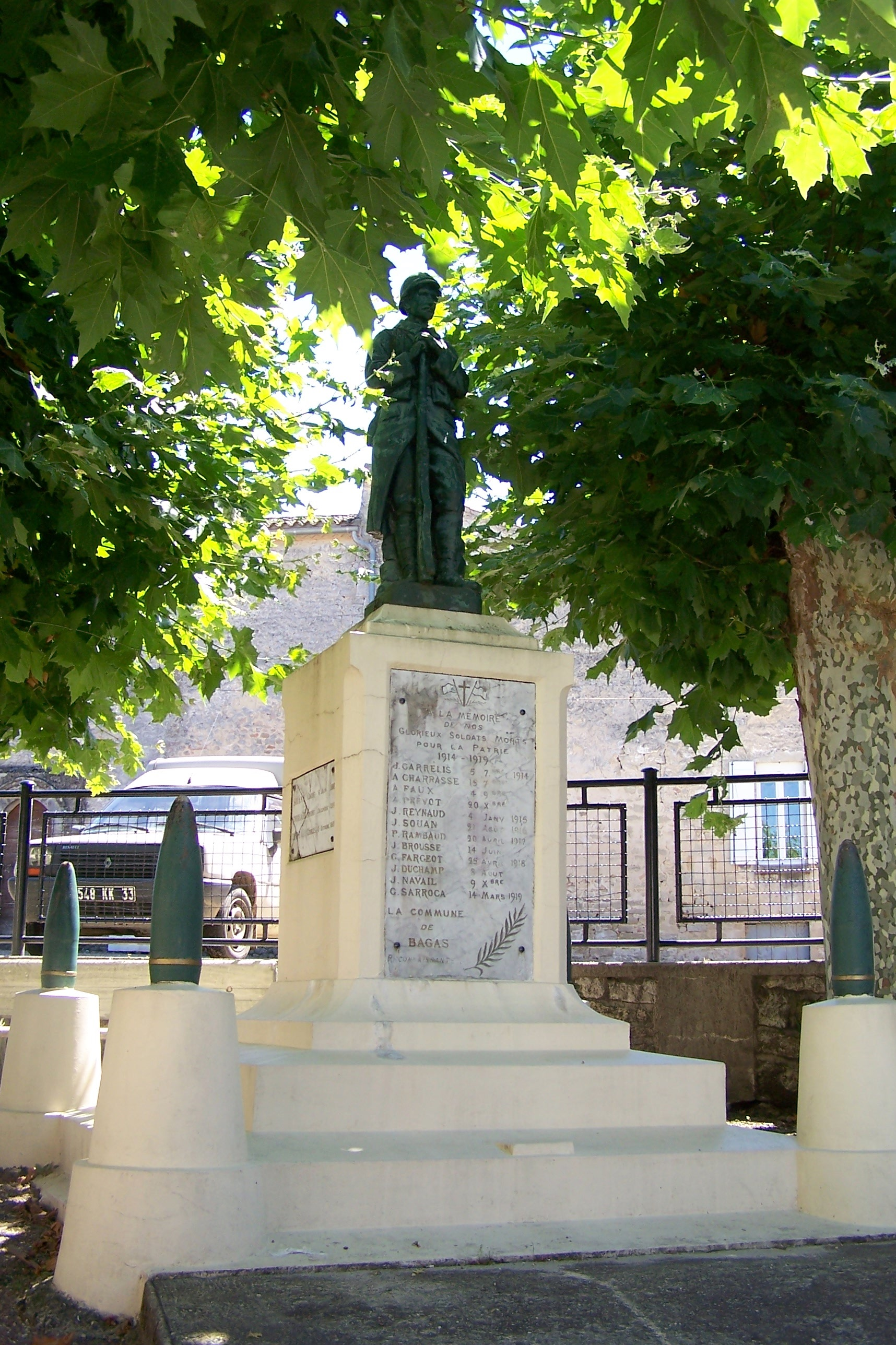
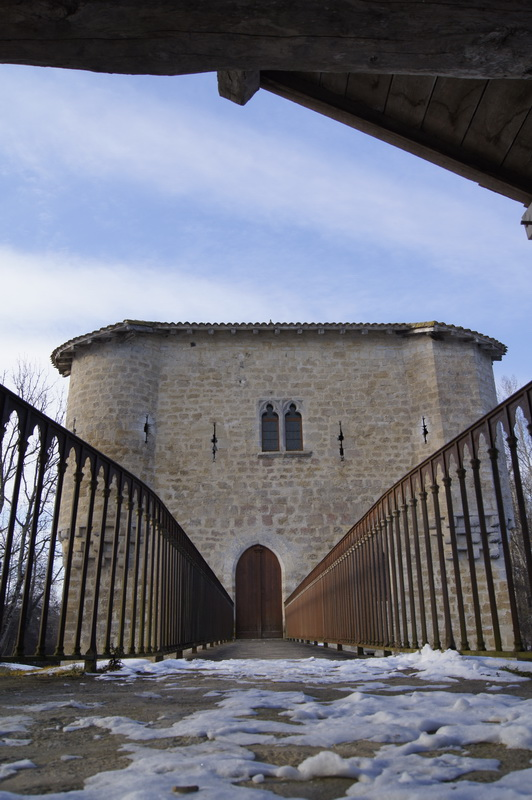
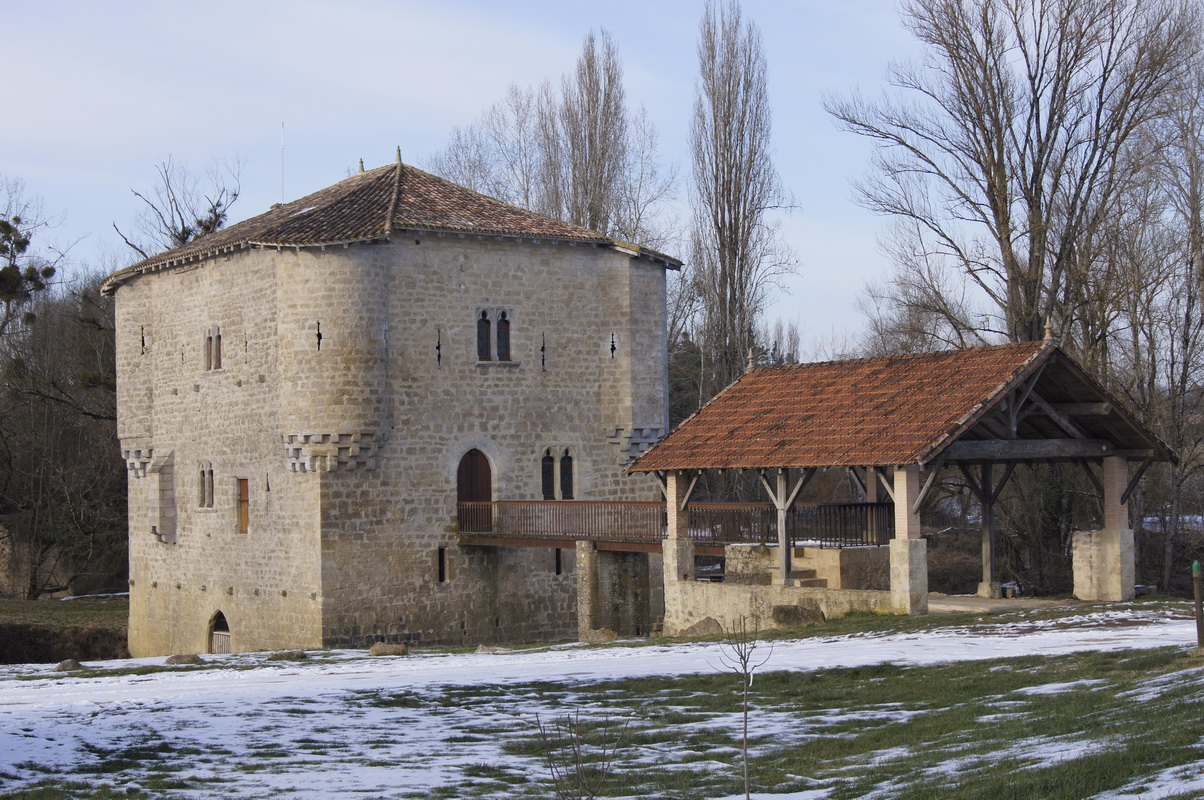
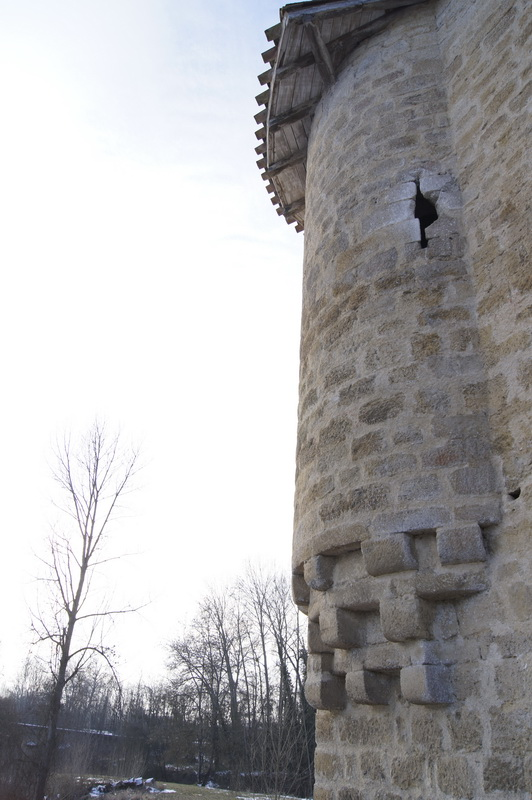
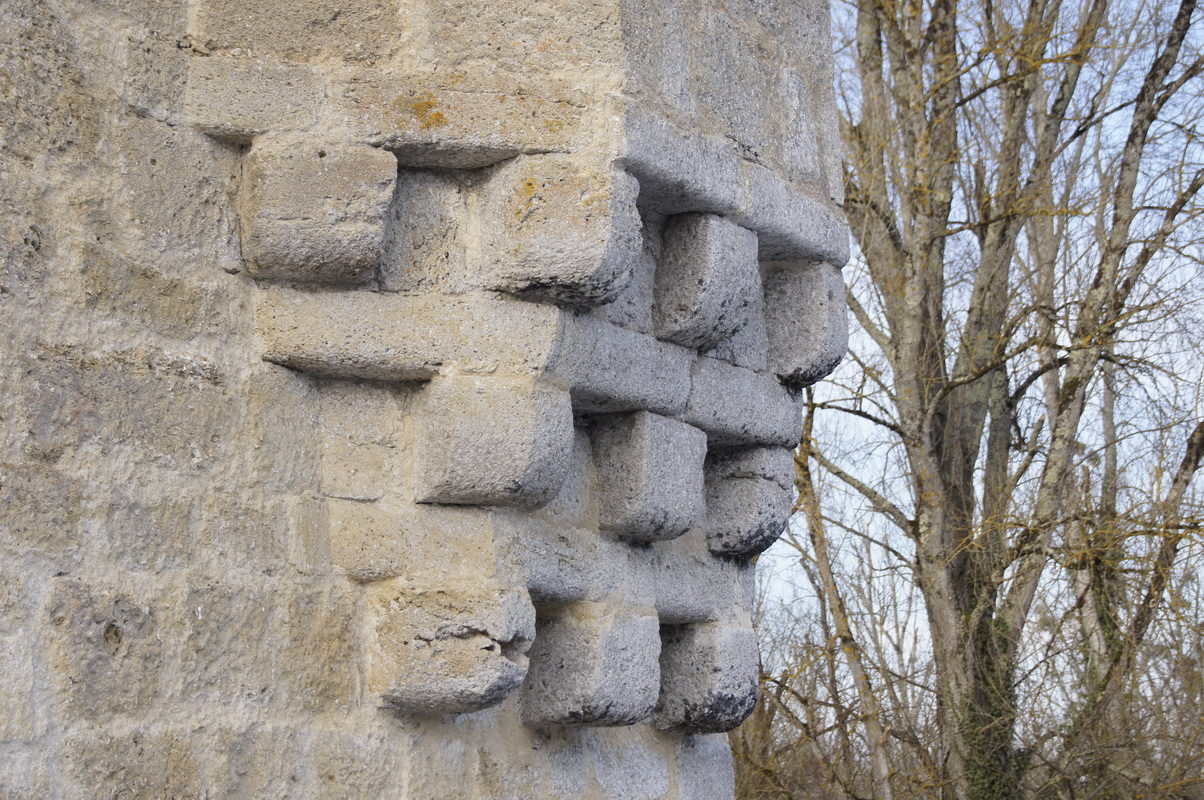